# Cor ter Horst
Cornelis Theodorus (Cor) ter Horst, ook gekend als Corrie ter Horst (Amsterdam, 9 februari 1920 – datum onbekend) was een Nederlands voetballer.

## Biografie
Cor ter Horst was de zoon van Gerrit Rudolph ter Horst en Catharina Wilhelmina Neerings. Hij had twee broers en een zus. Hij trouwde op 20 juni 1945 met Willy van Kemp.
In 1930 werd hij adspirant-lid van de AFC Ajax. Hij speelde van 1938 tot 1941 bij Ajax als linksbinnen. Van zijn debuut in het kampioenschap op 13 november 1938 tegen RFC tot zijn laatste wedstrijd op 21 september 1941 tegen DWS speelde ter Horst in totaal 7 wedstrijden en scoorde 2 doelpunten in het eerste elftal van Ajax. Op 15 januari 1939 scoorde doelpunt tijdens een met 4-1 gewonnen kampioenschap-wedstrijd tegen DFC. Op 29 oktober 1939 scoorde zijn tweede doelpunt tijdens een met 0-1 gewonnen kampioenschap-wedstrijd tegen Stormvogels. Na een periode in Ajax vertrok hij naar AFC. In 1947 ging hij naar Nederlands-Indië.  In 1951 keerde hij terug naar Nederland en in 1953 ging hij naar Ethiopië.
Zijn broers Karel en Gerrit waren ook voetballers.

## Statistieken
| Club  | Seizoen | Competitie | Competitie | Beker | Beker | Totaal | Totaal |
| Club  | Seizoen | Wed.       | Dlp.       | Wed.  | Dlp.  | Wed.   | Dlp.   |
| ----- | ------- | ---------- | ---------- | ----- | ----- | ------ | ------ |
| Ajax  | 1938/39 | 4          | 1          | -     | -     | 4      | 1      |
| Ajax  | 1939/40 | 1          | 1          | -     | -     | 1      | 1      |
| Ajax  | 1940/41 | 1          | 0          | -     | -     | 1      | 0      |
| Ajax  | 1941/42 | 1          | 0          | -     | -     | 1      | 0      |
| Total | Total   | 7          | 2          | -     | -     | 7      | 2      |